# David Garrett
David Garrett, — pseudònim de David Bongartz — (Aquisgrà, 4 de setembre de 1980) és un violinista germano-americà.

## Biografia
Fill de pares germano-americans, David Garrett rep els primers cursos de violí del seu pare. Ràpidament el nen prodigi és alumne dels conservatoris de Lübeck, a continuació de Berlín. Amb nou anys, debuta al Festival Kissinger Sommer, Amb 10 anys, dona els seus primers concerts oficials sota el nom de la seva mare, interpreta les “Zigeunerweisen” de Pablo de Sarasate acompanyat per l'Orquestra filàrmonica d'Hamburg, sota la direcció de Gerd Albrecht.
Als 12 anys, és alumne de la violinista britànica Ida Haendel. A l'edat de 13 anys, rep un contracte exclusiu de la Deutsche Grammophon per a la qual grava, amb quinze anys, els 24 capricis de Niccolò Paganini. Durant una retirada provisional, contra la voluntat del seu pare, s'inscriu l'any 1999 a la Juilliard School, a la classe de Itzhak Perlman per aprofundir els seus coneixements de violí. Porta una vida de concertista clàssic, però és conegut sobretot pels seus concerts d'arranjaments.
Ha tocat amb el violí « San Lorenzo » de 1710 d'Antonio Stradivari que li havia estat confiat per una fundació privada, després amb un violí Giovanni Battista Guadagnini "ExBaron Von Gause" de 1770 i un Guarnerius del Gesù. Des de 2009, toca amb un Stradivarius "A.Busch" de 1716.
Al desembre de 2008, David Garrett va caure després d'un concert i va deformar el seu Guadagnini que havia comprat quatre anys abans per un milió de dòlars. La reparació es va estimar en 120.000 dòlars. Un Stradivarius de l'edat d'or va ser posat a disposició de David Garrett durant la reparació de l'instrument.
David Garrett és igualment, des del 20 de desembre de 2008, plusmarquista del món de la peça de violí tocada més ràpidament. Va tocar sencer "El vol del borinot" en 1 minut i 6.56 segons sobre el plató de l'emissió alemanya dels rècords. Aquest rècord va ser tanmateix trencat el 4 de juny de 2013 per Adam Taubitz que va fer el mateix en 53 segons.

## Arranjaments i tècnica
David Garrett al llarg de la seva vida ha progressat en el domini clàssic envoltat per prestigiosos professors gràcies al seu virtuosisme. Pot ser considerat com un violinista "perfecte" en aquest estil musical i ha pogut, gràcies a la seva notorietat, intentar altres estils en concert o fins i tot ser convidat a diverses emissions musicals. En el transcurs de la seva vida, ha pogut presentar clàssic, rock, tango.
Per les recuperacions modernes, com les de Michael Jackson, David utilitza la tècnica de dobles cordes per deixar la peça amb un enriquiment harmònic.
També es reconeix el timbre del violí de David, mantenint una certa pressió sobre les cordes. Aquest segell és més o menys apreciat, però tanmateix impressionant.
En la seva interpretació del vint-quart caprici de Paganini en el film del qual és l'actor principal, The Devil's Violinist, David Garrett sorprèn una vegada més per la seva soltura.

## Discografia

### Àlbum
- 1995: Mozart: Violinkonzerte KV 218 und 271a, Sonate für Klavier und Violine B-Dur KV 454
- 1995: Violin Sonata
- 1997: Paganini Caprices
- 2001: Txaikovsky, Conus: Violin Concertos
- 2002: Pure Classics
- 2006: Free
- 2007: Virtuoso
- 2008: Encore
- 2009: Classic Romance
- 2010: Rock Symphonies
- 2011: Legacy
- 2012: Music
- 2013: Garrett Vs. Paganini
- 2014: Caprice
- 2015: Explosive

### DVD Live
- 2009: David Garrett Live - In Concert & In Private
- 2011: David Garrett: Rock Simfonies – Open Aire Live*

## Filmografia
- 2013: Paganini, el violinista del diable (Der Teufelsgeiger) (TV)